# Todmorden
Todmorden è un paese di 14 941 abitanti della contea del West Yorkshire, in Inghilterra. Il paese si trova sui monti Pennini e ospita un monumento in ricordo della Guerra di Crimea detto "Stoodley Pike". 
In questa cittadina britannica nacque nel 1944 il tastierista e compositore Keith Emerson, fondatore del gruppo rock progressivo Emerson, Lake & Palmer.
Altro influente musicista nato a Todmorden è John Helliwell, noto in particolare come sassofonista del gruppo dei Supertramp.

## Amministrazione

### Gemellaggi
- Roncq
- Bramsche